# Коноплёва, Раиса Фёдоровна
Раиса Фёдоровна Коноплёва (10 июля 1929 — 2 июня 2019) — российский учёный, профессор, доктор физико-математических наук, главный научный сотрудник ПИЯФ (Петербургский институт ядерной физики).

## Биография
Девичья фамилия — Комарова. Окончила физико-механический факультет Ленинградского политехнического института им. М. И. Калинина (1954).
Работала в ФТИ им. Иоффе в лаборатории полупроводниковых приборов (1954—1958), в лаборатории неравновесных электронных процессов (1958—1966).
В 1970—1980 гг. её работа была связана с фундаментальными исследованиями механизмов образования и природы сложных радиационных повреждений (РО), возникающих при облучении протонами 660 и 1000 МэВ. В результате был разработан новый технологический метод направленного и дозированного управления свойствами полупроводников за счет «холодного» радиационного легирования (радиационная технология).
Кандидат физико-математических наук с 1966 г., диссертация «Исследование радиационных дефектов в германии и кремнии при облучении быстрыми нейтронами».
Доктор физико-математических наук с 1984 г., диссертация «Радиационные эффекты в полупроводниках при облучении частицами высоких энергий».
По состоянию на 2015 год была главным научным сотрудником ПИЯФ.
Занималась горными лыжами.
Скончалась 2 июня 2019 года на 90-м году жизни

### Семья
Муж — Кир Александрович Коноплёв.

## Публикации
Соавтор монографий:
- Коноплёва Р. Ф., Литвинов В. Л., Ухин Н. А. Особенности радиационного повреждения полупроводников частицами высоких энергий. // М.: Атомиздат, (1971), 175
- Коноплёва Р. Ф., Остроумов В. И. Взаимодействие заряженных частиц высокой энергии с германием и кремнием. // М.: Атомиздат, (1975), 127.